# Haliotis (bateau)
Pour les articles homonymes, voir Haliotis.
L’Haliotis est une vedette océanographique affrétée par l'Ifremer construite en 2008 à Concarneau.
Navire de petite dimension et de faible tirant d'eau, il a été conçu spécifiquement pour l'étude des zones côtières, particulièrement pour les fonds inférieurs à 15 mètres.
L’Haliotis peut assurer des recherches de différents ordres :
- bathymétrie et imagerie acoustique de la bande littorale ;
- cartographie côtière ;
- vidéo sous-marine pour l'étude de la faune et de la flore.

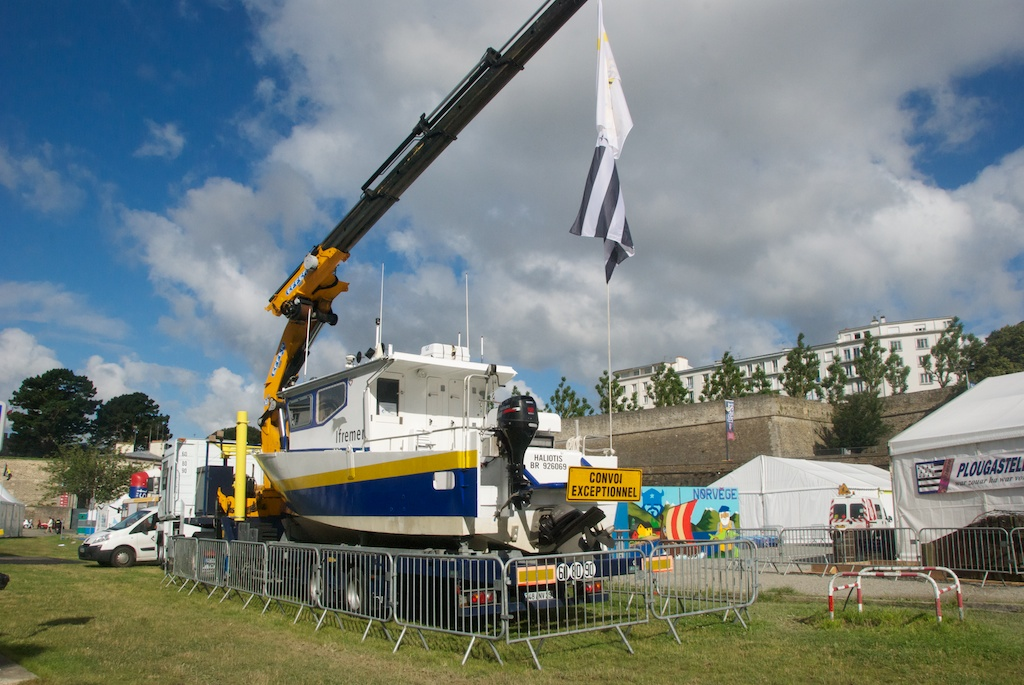
L’Haliotis sur son camion lors des Tonnerres de Brest 2012